# Utilizzatori del Boeing 707

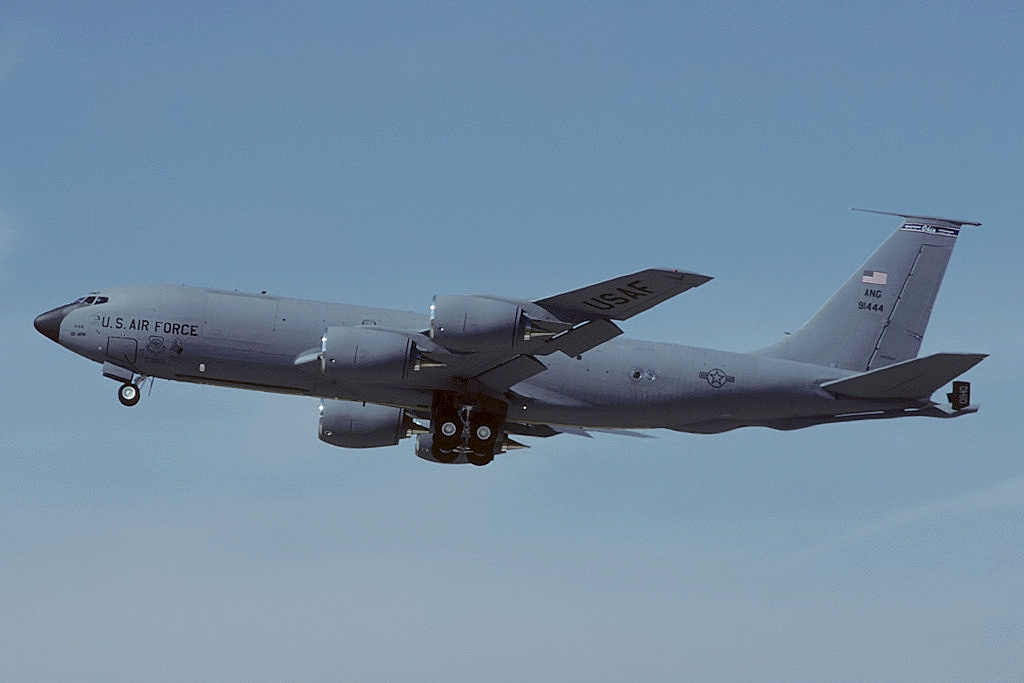
Un Boeing 707 in versione KC-135 della United States Air Force, l'utilizzatore principale di questo tipo di aereo.

Il Boeing 707 è un aereo di linea di media grandezza, a fusoliera stretta, dedicato alle rotte a lungo raggio, con quattro motori turbofan, sviluppato e costruito dalla statunitense Boeing Commercial Airplanes dal 1958 al 1979. Il suo nome viene comunemente pronunciato come seven oh seven. Le varie versioni del velivolo possiedono una capacità che varia da 140 a 219 passeggeri e un'autonomia da 4 630 km a 10 650 km.
Sebbene non sia stato il primo jet commerciale a entrare in servizio (il primo fu il de Havilland DH.106 Comet), fu il primo aereo di linea jet di successo e molti lo considerano come il modello che trainò l'aviazione commerciale nell'era del jet. Il 707 è caratterizzato da un'ala bassa a freccia con motori esterni. Grazie ad esso Boeing si attestò come uno dei più grandi produttori di aerei passeggeri e fu il primo della serie di aerei di linea a denominazione "7x7". In seguito i modelli 720, 727, 737 e 757 condivisero alcuni elementi del design della fusoliera del 707.
Il 707 è stato sviluppato a partire dal Boeing 367-80, un prototipo di jet che aveva volato per la prima volta nel 1954. Una fusoliera di sezione più ampia e altre modifiche hanno portato alla produzione iniziale del 707-120, alimentato da motori turbogetto Pratt & Whitney JT3C, che ha effettuato il primo volo il 20 dicembre 1957.
Pan American World Airways ha iniziato il regolare servizio con il 707 il 26 ottobre 1958. I modelli derivati successivi hanno incluso il 707-138, dedicato al lungo raggio e dalle dimensioni accorciate, e il 707-320, una versione allungata; entrambi sono entrati in servizio nel 1959.
La variante più piccola, Boeing 720, destinata al corto raggio è stata introdotta nel 1960. Il 707-420, una versione allungata del 707, con motori turboventola Rolls-Royce Conway ha fatto il suo debutto nel 1960, mentre la motorizzazione con Pratt & Whitney JT3D è stata introdotta sui modelli 707-120B e 707-320B rispettivamente nel 1961 e nel 1962.
Il 707 è stato utilizzato su voli nazionali, transcontinentali e transatlantici, oltre che come aereo da trasporto e per applicazioni militari. Un modello convertibile passeggeri-cargo, il 707-320C, è entrato in servizio nel 1963 e aerei 707 passeggeri sono stati modificati per configurazioni adatte al trasporto merci. Dalla sua cellula sono stati derivati molti aerei militari, come l'aerocisterna KC-135 Stratotanker o gli AWACS E-3 Sentry e IAI Phalcon.

## Ordini e consegne
Legenda tabella:
- O/C: Ordini e consegne.
- OP: Esemplari operativi.

Note:
- dati aggiornati al giugno 2023[1][2];
- il numero degli esemplari operativi è da considerarsi una stima più o meno accurata;
- alcuni utilizzatori hanno più aerei operativi che ordinati. Ciò è dovuto al fatto che le compagnie hanno comprato velivoli di seconda mano o hanno effettuato leasing, e questi non risultano come ufficiali nel conteggio degli ordini;
- il Boeing 707 non è più in produzione, tutti gli esemplari ordinati sono stati consegnati.

| Compagnia                 | Compagnia                        | 707-100 | 707-100 | 707-220 | 707-220 | 707-320 | 707-320 | 707-420 | 707-420 | Militari | Militari | 720-000 | 720-000 | TOTALE | TOTALE |
| Stato                     | Nome                             | O/C     | OP      | O/C     | OP      | O/C     | OP      | O/C     | OP      | O/C      | OP       | O/C     | OP      | O/C    | OP     |
| ------------------------- | -------------------------------- | ------- | ------- | ------- | ------- | ------- | ------- | ------- | ------- | -------- | -------- | ------- | ------- | ------ | ------ |
| Costa d'Avorio (bandiera) | Aer Lingus                       |         |         |         |         | 4       |         |         |         |          |          | 3       |         | 7      |        |
| Russia (bandiera)         | Aeroflot                         |         |         |         |         | 38      |         |         |         |          |          |         |         | 38     |        |
| Argentina (bandiera)      | Aerolinas Argentinas             |         |         |         |         | 6       |         |         |         |          |          |         |         | 6      |        |
| Marocco (bandiera)        | Aeronautica militare del Marocco |         |         |         |         | 1       |         |         |         |          |          |         |         | 1      |        |
| Francia (bandiera)        | Air France                       |         |         |         |         | 38      |         |         |         |          |          |         |         | 38     |        |
| India (bandiera)          | Air India                        |         |         |         |         | 5       |         | 6       |         |          |          |         |         | 11     |        |
| Stati Uniti (bandiera)    | Airlift International            |         |         |         |         | 3       |         |         |         |          |          |         |         | 3      |        |
| Stati Uniti (bandiera)    | American Airlines                | 56      |         |         |         | 47      |         |         |         |          |          | 25      |         | 128    |        |
| Francia (bandiera)        | Armée de l'air                   |         |         |         |         |         |         |         |         |          | 15       |         |         |        | 15     |
| Venezuela (bandiera)      | Aviación Militar Venezolana      |         |         |         |         |         |         |         |         |          | 1        |         |         |        | 1      |
| Colombia (bandiera)       | Avianca                          |         |         |         |         | 2       |         |         |         |          |          | 3       |         | 5      |        |
| Stati Uniti (bandiera)    | Aviation Service & Support       |         |         |         |         | 2       |         |         |         |          |          |         |         | 2      |        |
| Stati Uniti (bandiera)    | Braniff Airlines                 |         |         | 5       |         | 9       |         |         |         |          |          | 5       |         | 19     |        |
| Regno Unito (bandiera)    | British Airways                  |         |         |         |         | 10      |         | 19      |         |          |          |         |         | 29     |        |
| Regno Unito (bandiera)    | British Caledonian Airways       |         |         |         |         | 2       |         |         |         |          |          |         |         | 2      |        |
| Regno Unito (bandiera)    | British Eagle                    |         |         |         |         | 1       |         | 1       |         |          |          |         |         | 2      |        |
| Cina (bandiera)           | CAAC                             |         |         |         |         | 10      |         |         |         |          |          |         |         | 10     |        |
| Camerun (bandiera)        | Cameroon Airlines                |         |         |         |         | 1       |         |         |         |          |          |         |         | 1      |        |
| Taiwan (bandiera)         | China Airlines                   |         |         |         |         | 2       |         |         |         |          |          |         |         | 2      |        |
| Rep. Ceca (bandiera)      | Czech Airlines                   |         |         |         |         | 38      |         |         |         |          |          |         |         | 38     |        |
| Stati Uniti (bandiera)    | Eastern Air Lines                |         |         |         |         |         |         |         |         |          |          | 15      |         | 15     |        |
| Egitto (bandiera)         | EgyptAir                         |         |         |         |         | 9       |         |         |         |          |          |         |         | 9      |        |
| Israele (bandiera)        | El Al                            |         |         |         |         | 5       |         | 3       |         |          |          | 2       |         | 10     |        |
| Etiopia (bandiera)        | Ethiopian Airlines               |         |         |         |         | 2       |         |         |         |          |          | 3       |         | 5      |        |
| Stati Uniti (bandiera)    | Executive Jet Aviation           |         |         |         |         | 2       |         |         |         |          |          |         |         | 2      |        |
| Stati Uniti (bandiera)    | Federal Aviation Administration  |         |         |         |         |         |         |         |         |          |          | 1       |         | 1      |        |
| Stati Uniti (bandiera)    | Flying Tiger                     |         |         |         |         | 4       |         |         |         |          |          |         |         | 4      |        |
| Cile (bandiera)           | Fuerza Aérea de Chile            |         |         |         |         |         |         |         |         |          | 4        |         |         |        | 4      |
| Arabia Saudita (bandiera) | Governo dell'Arabia Saudita      |         |         |         |         | 1       |         |         |         | 13       |          |         |         | 14     |        |
| Argentina (bandiera)      | Governo dell'Argentina           |         |         |         |         | 1       |         |         |         |          |          |         |         | 1      |        |
| Egitto (bandiera)         | Governo dell'Egitto              |         |         |         |         | 1       |         |         |         |          |          |         |         | 1      |        |
| Francia (bandiera)        | Governo della Francia            |         |         |         |         |         |         |         |         | 4        |          |         |         | 4      |        |
| Portogallo (bandiera)     | Governo del Portogallo           |         |         |         |         | 2       |         |         |         |          |          |         |         | 2      |        |
| Romania (bandiera)        | Governo della Romania            |         |         |         |         | 2       |         |         |         |          |          |         |         | 2      |        |
| India (bandiera)          | Indian Air Force                 |         |         |         |         |         |         |         |         |          | 1        |         |         |        | 1      |
| Iran (bandiera)           | Iran Air                         |         |         |         |         | 3       |         |         |         |          |          |         |         | 3      |        |
| Iraq (bandiera)           | Iraqi Airways                    |         |         |         |         | 3       |         |         |         |          |          |         |         | 3      |        |
| Iran (bandiera)           | Iran Air Force                   |         |         |         |         | 15      |         |         |         |          | 6        |         |         | 15     | 6      |
| Israele (bandiera)        | Israeli Air Force                |         |         |         |         |         |         |         |         |          | 7        |         |         |        | 7      |
| Corea del Sud (bandiera)  | Korean Air                       |         |         |         |         | 1       |         |         |         |          |          |         |         | 1      |        |
| Kuwait (bandiera)         | Kuwait Airways                   |         |         |         |         | 5       |         |         |         |          |          |         |         | 5      |        |
| Cile (bandiera)           | LATAM Airlines Group             |         |         |         |         | 1       |         |         |         |          |          |         |         | 1      |        |
| Libia (bandiera)          | Libyan Airlines                  |         |         |         |         | 1       |         |         |         |          |          |         |         | 1      |        |
| Germania (bandiera)       | Lufthansa                        |         |         |         |         | 18      |         | 5       |         |          |          | 8       |         | 31     |        |
| Germania (bandiera)       | Luftwaffe                        |         |         |         |         | 4       |         |         |         |          |          |         |         | 4      |        |
| Libano (bandiera)         | Middle East Airlines             |         |         |         |         | 4       |         |         |         |          |          |         |         | 4      |        |
| Singapore (bandiera)      | Malaysia-Singapore Airlines      |         |         |         |         | 3       |         |         |         |          |          |         |         | 3      |        |
| Belgio (bandiera)         | NATO                             |         |         |         |         |         |         |         |         | 18       | 14       |         |         | 18     | 14     |
| Nigeria (bandiera)        | Nigeria Airways                  |         |         |         |         | 3       |         |         |         |          |          |         |         | 3      |        |
| Stati Uniti (bandiera)    | Northwest Airlines               |         |         |         |         | 36      |         |         |         |          |          | 13      |         | 49     |        |
| Grecia (bandiera)         | Olympic Airlines                 |         |         |         |         | 6       |         |         |         |          |          |         |         | 6      |        |
| Stati Uniti (bandiera)    | Pacific Northern                 |         |         |         |         |         |         |         |         |          |          | 2       |         | 2      |        |
| Pakistan (bandiera)       | Pakistan International Airline   |         |         |         |         | 7       |         |         |         |          |          | 4       |         | 11     |        |
| Stati Uniti (bandiera)    | Pan Am                           | 6       |         |         |         | 120     |         |         |         |          |          |         |         | 126    |        |
| Indonesia (bandiera)      | Pelita Air Service               |         |         |         |         | 1       |         |         |         |          |          |         |         | 1      |        |
| Australia (bandiera)      | Qantas                           | 13      |         |         |         | 21      |         |         |         |          |          |         |         | 34     |        |
| Qatar (bandiera)          | Qatar Airways                    |         |         |         |         | 1       |         |         |         |          |          |         |         | 1      |        |
| Regno Unito (bandiera)    | Royal Air Force                  |         |         |         |         |         |         |         |         | 7        | 3        |         |         | 7      | 3      |
| Canada (bandiera)         | Royal Canadian Air Force         |         |         |         |         | 5       |         |         |         |          |          |         |         | 5      |        |
| Giordania (bandiera)      | Royal Jordanian                  |         |         |         |         | 2       |         |         |         |          |          |         |         | 2      |        |
| Arabia Saudita (bandiera) | Royal Saudi Air Force            |         |         |         |         |         |         |         |         |          | 13       |         |         |        | 13     |
| Belgio (bandiera)         | Sabena                           |         |         |         |         | 14      |         |         |         |          |          |         |         | 14     |        |
| Arabia Saudita (bandiera) | Saudi Arabian Airlines           |         |         |         |         | 7       |         |         |         |          |          | 2       |         | 9      |        |
| Stati Uniti (bandiera)    | Seaboard World Airlines          |         |         |         |         | 2       |         |         |         |          |          |         |         | 2      |        |
| Sudafrica (bandiera)      | South African Airways            |         |         |         |         | 10      |         |         |         |          |          |         |         | 10     |        |
| Sudan (bandiera)          | Sudan Airways                    |         |         |         |         | 2       |         |         |         |          |          |         |         | 2      |        |
| Portogallo (bandiera)     | TAP Portugal                     |         |         |         |         | 7       |         |         |         |          |          |         |         | 7      |        |
| Romania (bandiera)        | TAROM                            |         |         |         |         | 2       |         |         |         |          |          |         |         | 2      |        |
| Turchia (bandiera)        | Türk Hava Kuvvetleri             |         |         |         |         |         |         |         |         |          | 7        |         |         |        | 7      |
| Stati Uniti (bandiera)    | TWA                              | 56      |         |         |         | 67      |         |         |         |          |          | 4       |         | 127    |        |
| Stati Uniti (bandiera)    | United States Air Force          | 3       |         |         |         | 2       |         |         |         | 34       | 467      |         |         | 39     | 467    |
| Stati Uniti (bandiera)    | United Airlines                  | 5       |         |         |         | 13      |         |         |         |          |          | 37      |         | 55     |        |
| Stati Uniti (bandiera)    | United States Navy               |         |         |         |         |         |         |         |         | 17       | 16       |         |         | 17     | 16     |
| Brasile (bandiera)        | Varig                            |         |         |         |         | 6       |         | 3       |         |          |          |         |         | 9      |        |
| Canada (bandiera)         | Wardair                          |         |         |         |         | 2       |         |         |         |          |          |         |         | 2      |        |
| Stati Uniti (bandiera)    | Western Airlines                 | 2       |         |         |         | 5       |         |         |         |          |          | 27      |         | 34     |        |
| Stati Uniti (bandiera)    | World Airways                    |         |         |         |         | 9       |         |         |         |          |          |         |         | 9      |        |
| TOTALE                    | TOTALE                           | 141     | 0       | 5       | 0       | 580     | 0       | 37      | 0       | 93       | 557      | 154     | 0       | 1010   | 557    |

## Timeline e grafico
|          |      | 1955 | 1956 | 1957 | 1958 | 1959 | 1960 | 1961 | 1962 | 1963 | 1964 | 1965 | 1966 | 1967 | 1968 | 1969 | 1970 | 1971 | 1972 | 1973 | 1974 |
| -------- | ---- | ---- | ---- | ---- | ---- | ---- | ---- | ---- | ---- | ---- | ---- | ---- | ---- | ---- | ---- | ---- | ---- | ---- | ---- | ---- | ---- |
| Ordini   | B707 | 70   | 53   | 25   | 31   | 17   | 62   | 76   | 17   | 42   | 71   | 135  | 101  | 87   | 40   | 12   | 13   | 9    | 18   | 12   | 16   |
| Consegne | B707 | –    | –    | –    | 8    | 77   | 91   | 80   | 68   | 34   | 38   | 61   | 83   | 118  | 111  | 59   | 19   | 10   | 4    | 11   | 21   |

|          |      | 1975 | 1976 | 1977 | 1978 | 1979 | 1980 | 1981 | 1982 | 1983 | 1984 | 1985 | 1986 | 1987 | 1988 | 1989 | 1990 | 1991 | 1992 | 1993 | 1994 | Totale |
| -------- | ---- | ---- | ---- | ---- | ---- | ---- | ---- | ---- | ---- | ---- | ---- | ---- | ---- | ---- | ---- | ---- | ---- | ---- | ---- | ---- | ---- | ------ |
| Ordini   | B707 | 9    | 4    | 14   | 6    | 1    | 21   | –    | 5    | 15   | –    | –    | 6    | 11   | –    | –    | 11   | –    | –    | –    | –    | 1 010  |
| Consegne | B707 | 7    | 9    | 8    | 13   | 6    | 3    | 2    | 8    | 8    | 8    | 3    | 4    | 9    | –    | 5    | 4    | 14   | 5    | –    | 1    | 1 010  |

     Ordini
     Consegne